# Брандико
Брандико (итал. Brandico) је насеље у Италији у округу Бреша, региону Ломбардија.
Према процени из 2011. у насељу је живело 1476 становника. Насеље се налази на надморској висини од 100 м.

## Становништво
| 1931. | 1936. | 1951. | 1961. | 1971. | 1981. | 1991. | 2001. | 2011. |
| ----- | ----- | ----- | ----- | ----- | ----- | ----- | ----- | ----- |
| 1.086 | 1.148 | 1.281 | 984   | 804   | 841   | 846   | 1.041 | 1.611 |